# Хадісі Аенгарі
Хадісі Аенгарі (англ. Hadisi Aengari, нар. 23 жовтня 1988) — футболіст Соломонових Островів, захисник клубу «Соломон Ворріорз».
Виступав, зокрема, за клуб «Соломон Ворріорз», а також національну збірну Соломонових Островів.

## Клубна кар'єра
У дорослому футболі дебютував 2009 року виступами за команду клубу «Колоале», в якій провів один сезон. 
Своєю грою за цю команду привернув увагу представників тренерського штабу клубу «Соломон Ворріорз», до складу якого приєднався 2010 року. Відіграв за команду з Хоніари наступні чотири сезони своєї ігрової кар'єри.
Протягом 2014—2015 років захищав кольори команди клубу «Хекарі Юнайтед».
До складу клубу «Соломон Ворріорз» приєднався 2015 року. 

## Виступи за збірну
У 2011 році дебютував в офіційних матчах у складі національної збірної Соломонових Островів.
У складі збірної був учасником кубка націй ОФК 2012 року на Соломонових Островах, кубка націй ОФК 2016 року у Папуа Новій Гвінеї.